# Susana Freyre

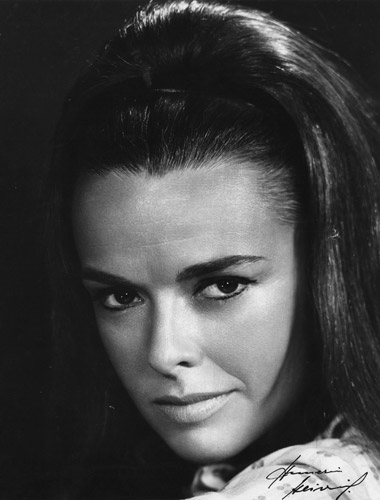
Freyre im Jahr 1968

Susana Guénola Zubiri (besser bekannt als Susana Freyre; geboren am 5. September 1929 in Rosario, Provinz Santa Fe, Argentinien) ist eine argentinische Filmschauspielerin und Theaterschauspielerin.

## Leben

### Karriere
Ihr Debüt gab sie 1945 im Film El canto del cisne. Im Jahr 2002 erhielt sie den Cóndor de Plata für ihr Lebenswerk. Am 27. August 2012 wurde sie von der SAGAI-Stiftung ebenfalls für ihr Lebenswerk ausgezeichnet.

## Filmografie
| Jahr | Name                           | Art (TV-Serie, Film, Movie o. ä.) | Folgen | Auftritt als    |
| ---- | ------------------------------ | --------------------------------- | ------ | --------------- |
| 1945 | El canto del cisne             | Film                              |        | Sofía           |
| 1945 | Bluebeard's Six Mothers-in-Law | Film                              |        |                 |
| 1946 | No salgas esta noche           | Film                              |        |                 |
| 1946 | Becquer's Great Love           | Film                              |        |                 |
| 1946 | Con el diablo en el cuerpo     | Film                              |        |                 |
| 1947 | Una atrevida aventurita        | Film                              |        |                 |
| 1948 | La novia de la marina          | Film                              |        |                 |
| 1948 | ¿Por qué mintió la cigüeña?    | Film                              |        |                 |
| 1949 | La loca de la casa             | Film                              |        | Victoria        |
| 1951 | El demonio es un ángel         | Film                              |        | Diana Velásquez |
| 1953 | Un ángel sin pudor             | Film                              |        |                 |
| 1955 | Leonora of the Seven Seas      | Film                              |        |                 |
| 1959 | Three Loves in Rio             | Film                              |        |                 |
| 1960 | Amor Para Três                 | Film                              |        | Julieta Santos  |
| 1960 | Matemática Zero, Amor Dez      | Film                              |        | Julieta         |
| 1963 | Paula cautiva                  | Film                              |        | Paula Peña      |
| 1964 | Me First                       | Film                              |        |                 |
| 1965 | Show Standard Electric         | TV-Mini-Serie                     | 9      |                 |
| 1966 | Teatro Grand Guignol           | TV-Serie                          | 1      |                 |
| 1966 | La búsqueda                    | TV-Serie                          | 3      | Irene Lagos     |
| 1966 | El patio de Tlaquepaque        | TV-Serie                          | 3      |                 |
| 1966 | El despertar                   | TV-Serie                          | 3      |                 |
| 1966 | A orillas del gran silencio    | Fernsehfilm                       |        |                 |
| 1967 | Mujeres en presidio            | TV-Serie                          | 19     | Vera            |
| 1968 | Su comedia favorita            | TV-Serie                          | 1      |                 |
| 1970 | Matrimonios y algo más         | TV-Serie                          | 3      |                 |
| 1970 | El principio y el fin          | TV-Serie                          | 19     |                 |
| 1970 | Do... Re... Mi... Papá         | TV-Serie                          | 19     |                 |
| 1971 | Teatro 13                      | TV-Serie                          | 2      |                 |
| 1971 | Nosotros también reímos        | TV-Serie                          | 18     |                 |
| 1971 | Ciclo de teatro argentino      | TV-Serie                          | 1      |                 |
| 1972 | La buena gente                 | TV-Serie                          | 3      |                 |
| 1973 | Teatro como en el teatro       | TV-Serie                          |        |                 |
| 1974 | Enséñame a quererte            | TV-Serie                          | 39     |                 |
| 1974 | La flor de la mafia            |                                   |        |                 |
| 1974 | Somos nosotros                 | TV-Serie                          | 19     | Susana          |
| 1981 | Eugenia                        | TV-Serie                          | 19     |                 |
| 1982 | Todo tuyo                      | TV-Serie                          | 16     |                 |
| 1982 | La búsqueda                    | TV-Serie                          | 3      |                 |
| 1983 | Cuando es culpable el amor     | TV-Serie                          | 19     | Lucy            |
| 1983 | Cara a cara                    | TV-Serie                          | 80     |                 |
| 1984 | Entre el amor y el poder       | TV-Serie                          | 59     | Silvia          |
| 2012 | El Tabarís, lleno de estrellas | Fernsehfilm                       |        |                 |